# Západní Jáva
Západní Jáva (indonésky Jawa Barat) je jedna z provincií Indonésie. Zabírá většinu západní části ostrova Jáva. Jde o nejlidnatější a nejhustěji zalidněnou provincii v celé zemi s vysokým přírůstkem populace. Z více než 40 milionů obyvatel tvoří zhruba tři čtvrtiny Sundánci; většina příslušníků tohoto etnika žije právě v této provincii.

## Popis

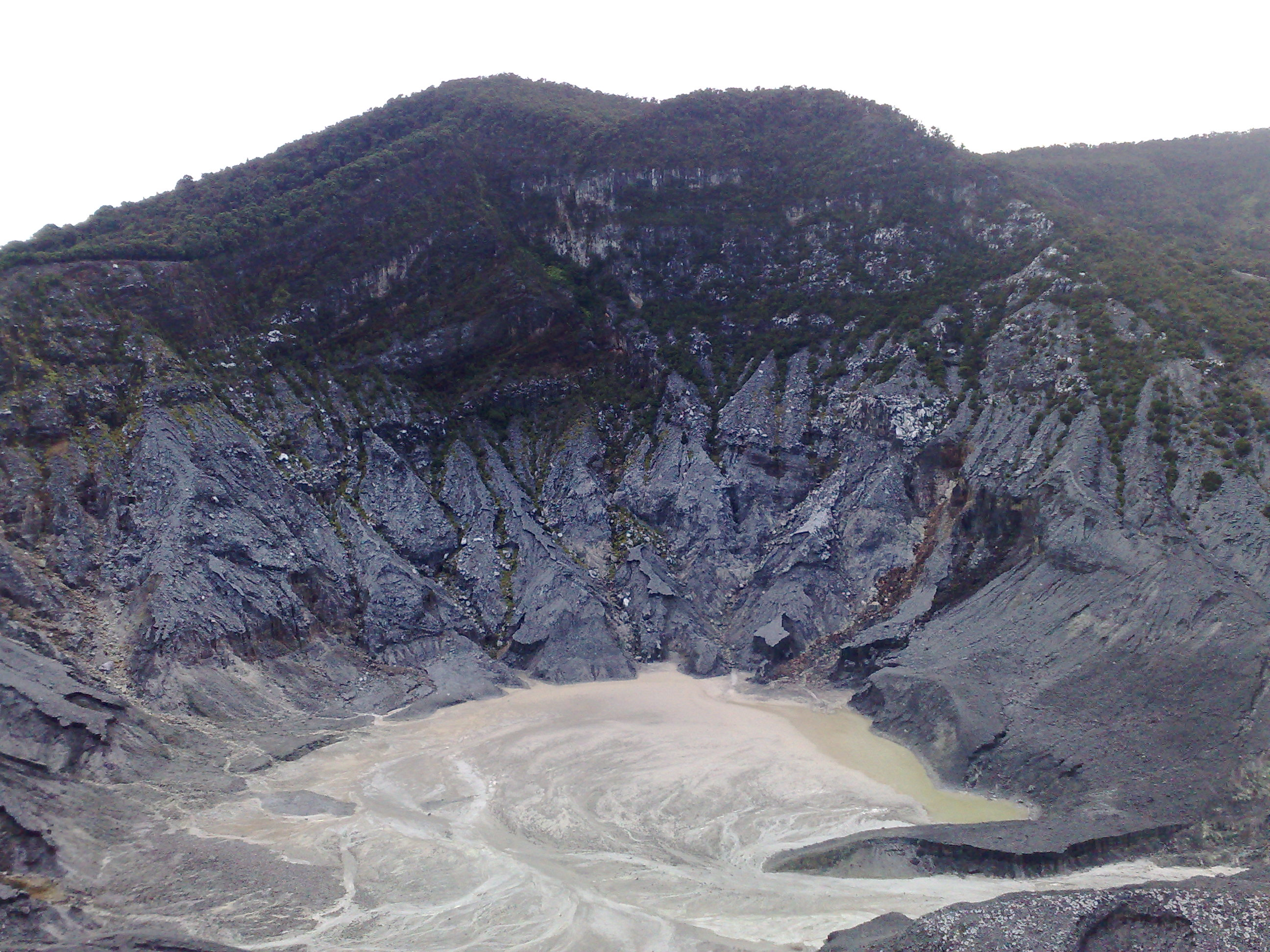
Kráter stratovulkánu Tangkuban Perahu, který se tyčí severně od města Bandung. Je hojně navštěvován turisty.

Hlavním městem této oblasti je Bandung, který se rozkládá mezi horami v centrální části provincie. Má kolem 2,5 mil. obyvatel (metropolitní oblast: 7,5 mil.). Mezi další milionová města patří Bogor, Depok, či Bekasi, města na severozápadě, sousedící s Jakartou.
Vnitrozemí a jih provincie jsou prostoupeny horami, které mají, stejně jako celý ostrov, vulkanický původ. Lesy byly výrazně zredukovány, dnes pokrývají asi pětinu území.
Západní Jáva sousedí na západě s provincií Banten, která od ní byla administrativně oddělena v roce 2000. Na severozápadě k Západní Jávě přiléhá Jakarta, východním sousedem je Střední Jáva. Pobřeží je na severu omýváno Jávským mořem a na jihu vodami Indického oceánu.